# Steinmaur
Steinmaur est une commune suisse du canton de Zurich.

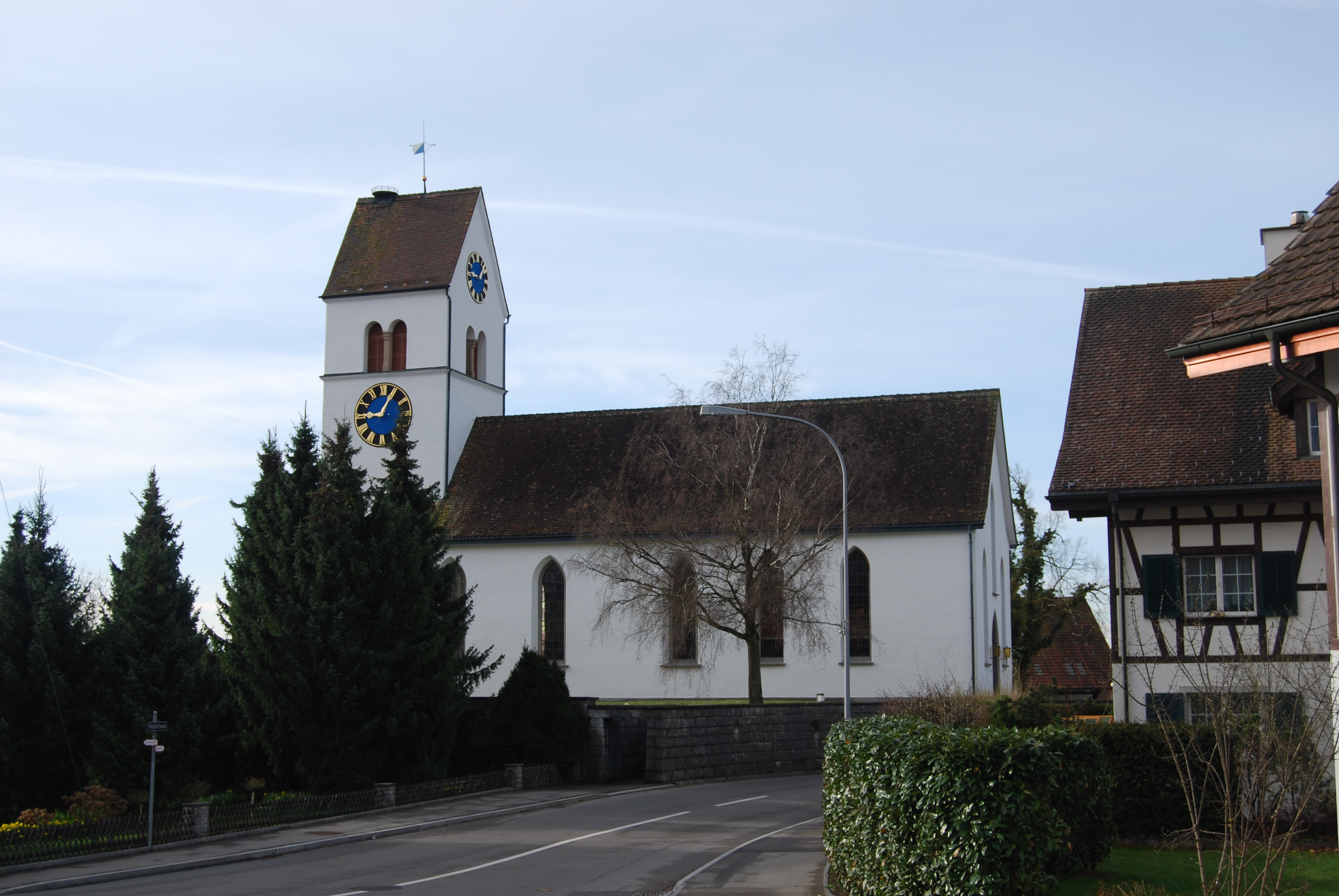
Église de Steinmaur.

Photo aérienne (1971).